# Гарун ар-Рашид
Харун ар-Рашид або Харун аль-Рашид (*17 березня 763 — †24 березня 809) — п'ятий халіф Аббасидського халіфату, знаменитий завдяки згадкам у «Казках тисячі й однієї ночі».
Гарун ар-Рашид правив з 786 по 809 у період найвищого розквіту халіфату, процвітання наук, культури та релігії. Він заснував у Багдаді бібліотеку Будинок Мудрості.
Значну частину його правління фактично керували державою представники родини Бармакидів.
Ім'я Гарун ар-Рашида оточене численними легендами, одна з яких стверджує, що халіф любив переодягатися в звичайного міщанина й блукати містом, щоб познайомитися з життям своїх підданих.
Прізвище ар-Рашид («Справедливий») отримав не від нащадків, а від свого батька, халіфа Мухаммада ібн Мансура аль-Махді, коли був призначений спадкоємцем престолу.

## Коротка біографія

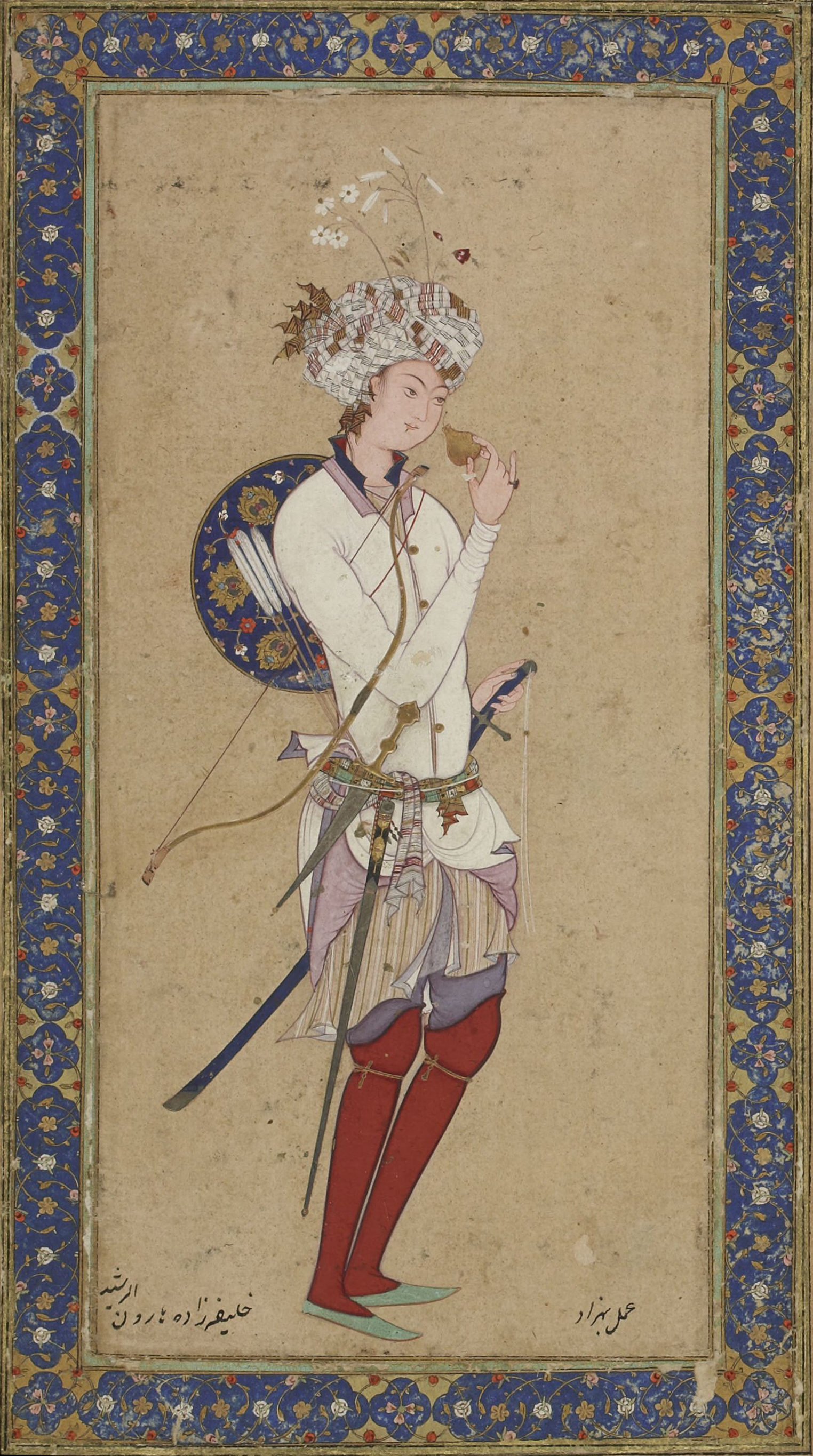
Гарун ар-Рашид, малюнок з Казок тисячі й однієї ночі.

Став халіфом і правив за допомогою візирів із родини Бармакидів, що представляли іранську феодальну аристократію, а після їх відсторонення в 803 році став правити одноосібно. Цей процес супроводжувався репресіями, в ході яких потрапили в ув'язнення або були страчені багато представників Бармакидів (у тому числі знаменитий візир Джафар, якого цикл «Тисячі і однієї ночі» зображує другом і постійним супутником халіфа в його нічних подорожах по Багдаду).
Перший період правління Харуна ар-Рашида ознаменувався економічним і культурним розквітом. Халіф заснував у Багдаді великий університет і бібліотеку, заохочував заняття науками, поезією і музикою. До Гаруна ар-Рашида був наближений поет Аббас ібн аль-Ахнаф, представник покоління, який відмовився від канонізованих форм доісламської поезії. При ньому в Халіфаті досягли значного розвитку сільське господарство, ремесла, торгівля і культура (переважно література). Разом з тим намітилися ознаки його розпаду: антиурядові повстання в Дейлеме, Сирії та інших областях.
Халіф продовжував боротьбу з Візантією, що почалася до нього.
Помер у 809 році під час військового походу, для придушення повстання Рафі ібн Лейса в Середній Азії. За легендою його останніми словами були «О Безсмертний! Прости смертного».